# کرکاش‌کاپولنا
کِرکاش‌کاپولنا (به مجاری:  Kerkáskápolna) یک شهرداری در مجارستان است که در واش واقع شده‌است. کرکاش‌کاپولنا ۹٫۲۰ کیلومتر مربع مساحت و ۱۰۵ نفر جمعیت دارد.